# Danh sách buổi biểu diễn trực tiếp của Taylor Swift
Ca sĩ người Mỹ Taylor Swift đã biểu diễn tại bốn chuyến lưu diễn hòa nhạc, hai buổi hoà nhạc cố định và 75 buổi diễn trên TV và các lễ trao giải. Cô lần đầu tiên quảng bá album đầu tay của mình, Taylor Swift, vào các năm 2006 và 2007, qua các buổi biểu diễn tại các lễ trao giải và chương trình truyền hình, trong đó có Giải thưởng Hàn lâm Nhạc đồng quê lần thứ 42 (hay Giải ACM lần thứ 42) và Good Morning America. Sau đó, cô cũng đóng vai trò là ca sĩ biểu diễn mở đầu cho các chuyến đồng lưu diễn giữa cô và Rascal Flatts (2006), George Strait (2007), Brad Paisley (2007–08), và cho chuyến lưu diễn hợp tác giữa Tim McGraw & Faith Hill (2007).
Năm 2009, cô bắt tay vào chuyến lưu diễn hoà nhạc đầu tiên của cô, Fearless Tour, lưu diễn khắp Bắc Mỹ, châu Âu, châu Úc và châu Á, thu về số tiền 63 triệu đô-la Mỹ. Cô khởi động chuyến lưu diễn Speak Now World Tour vào năm 2011, lưu diễn qua châu Á, châu Âu, Bắc Mỹ và châu Đại Dương. Cuối năm 2011, chuyến lưu diễn xếp hạng thứ tư trong danh sách "Top 25 Chuyến lưu diễn Toàn cầu" được công bố hằng năm của tạp chí chuyên ngành Pollstar, thu về 104,2 triệu đô-la Mỹ với 100 buổi diễn. Số tiền doanh thu ấy đã làm cho chuyến lưu diễn trở thành chuyến lưu diễn có doanh thu cao nhất của một nghệ sĩ nữ và của một nghệ sĩ độc tấu (solo) vào năm 2011. Chuyến lưu diễn kết thúc vào tháng 3 năm 2012, mang về doanh thu hơn 123 triệu đô-la Mỹ.
Các chuyến lưu diễn tiếp theo của Swift đã phá kỉ lục thế giới, bao gồm chuyến lưu diễn The Red Tour (2013–14), nữ ca sĩ đã biểu diễn trước một đám đông khán giả của hơn 40.900 fan hâm mộ tại sân vận động Allianz tại Sydney, Úc, trở thành nghệ sĩ nữ đầu tiên trong lịch sử bán hết vé sân vận động kể từ khi nó mở cửa vào năm 1988. Ngoài ra, chuyến lưu diễn cũng trở thành chuyến lưu diễn có doanh thu cao nhất của một nghệ sĩ nhạc đồng quê trong lịch sử, khi mang lại một doanh thu tổng cộng là 150 triệu đô-la Mỹ.
Năm 2015, tạp chí Forbes báo cáo rằng The 1989 World Tour (2015) là chuyến lưu diễn có doanh thu nhiều thứ ba vào năm 2015 trên thị trường thứ cấp. Chuyến lưu diễn trở thành chuyến lưu diễn có doanh thu cao nhất và có nhiều người tham dự nhất của Swift. Nó thu hút 2.278.647 fan hâm mộ, kiếm về doanh thu hơn 250 triệu đô-la Mỹ, trở thành chuyến lưu diễn có doanh thu cao nhất vào năm 2015, và là một trong những chuyến lưu diễn có doanh thu cao nhất thập kỉ. The 1989 World Tour có doanh thu hơn 199,4 triệu đô-la Mỹ tính riêng tại Bắc Mỹ, phá vỡ kỷ lục cao nhất mọi thời đại là 162 triệu đô-la Mỹ được thiết lập trước đó bởi The Rolling Stones vào năm 2005, và Swift cũng trở thành nghệ sĩ nữ đầu tiên trong lịch sử âm nhạc có thể làm được điều này.

## Chuyến lưu diễn hòa nhạc
| Tựa đề | Kéo dài                                   | Album liên kết | Châu lục              | Số buổi diễn | Doanh thu (USD) | Số người tham dự | T.k.                       |
| --- | ----------------------------------------- | -------------- | --------------------- | ------------ | --------------- | ---------------- | -------------------------- |
| Fearless Tour | 23 tháng 4 năm 2009 – 10 tháng 7 năm 2010 | Fearless       | Úc Á Âu Bắc Mỹ        | 118          | 75.860.000      | 1,200,000        | [ 7 ] [ 15 ] [ 16 ] [ 17 ] |

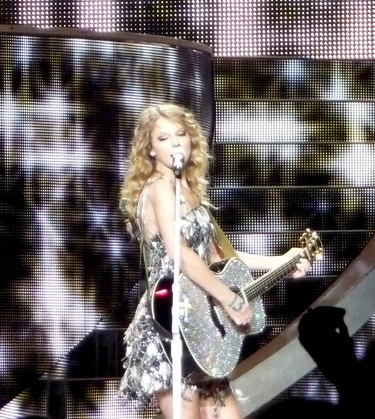
Taylor Swift biểu diễn ở Los Angeles, California, trong khuôn khổ chuyến lưu diễn Fearless Tour, 2010.

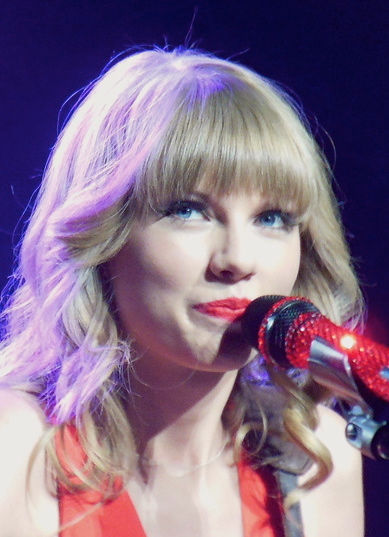
Taylor Swift tại St. Louis, Missouri, ngày 25 tháng 3 năm 2013, trong khuôn khổ chuyến lưu diễn The Red Tour.

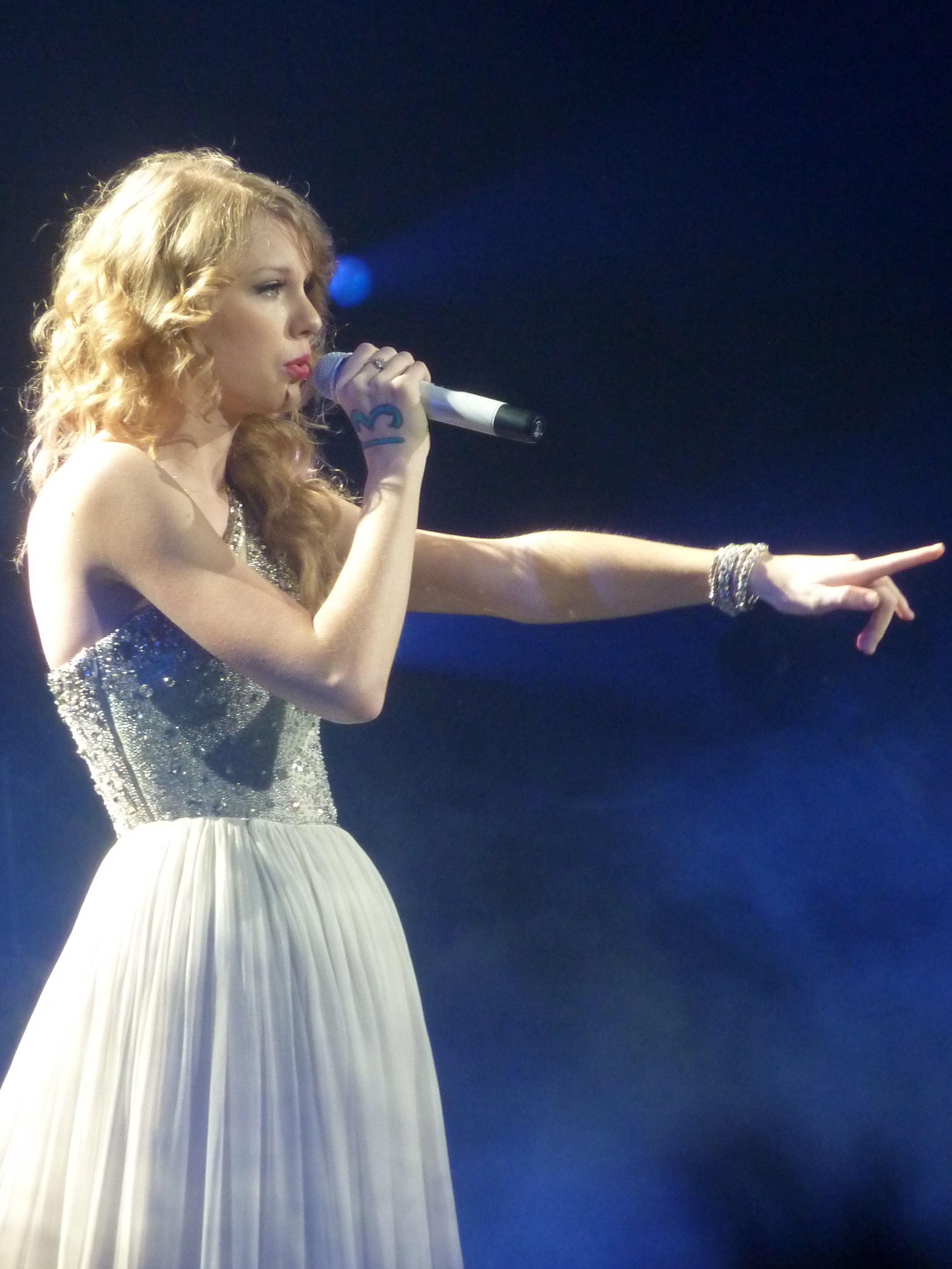
Taylor Swift biểu diễn tại Paris, Pháp, trong chuyến lưu diễn Speak Now World Tour (2011–12).

| Danh sách tiết mục của Fearless Tour 1. "You Belong with Me" 2. "Our Song" 3. "Tell Me Why" 4. "Teardrops on My Guitar" 5. "Fearless" 6. "Forever & Always" 7. "Hey Stephen" 8. "Fifteen" 9. "Tim McGraw" 10. "White Horse" 11. "Love Story" 12. "The Way I Loved You" 13. "You're Not Sorry" (pha một chút yếu tố từ "What Goes Around... Comes Around") 14. "Picture to Burn" 15. "Change" 16. "I'm Only Me When I'm With You" (với Kellie Pickler và Gloriana) 17. "Should've Said No" |                                           |                |                       |              |                 |                  |                            |
| Speak Now World Tour | 9 tháng 2 năm 2011 – 18 tháng 3 năm 2012  | Speak Now      | Á Âu Bắc Mỹ Đại Dương | 110          | 123.700.000     | 1,640,000        | [ 8 ]                      |
| Danh sách tiết mục của Speak Now World Tour 1. "Sparks Fly" 2. "Mine" 3. "The Story of Us" 4. "Our Song" 5. "Mean" 6. "Back to December" (pha các yếu tố từ "Apologize" và "You're Not Sorry") 7. "Better Than Revenge" 8. "Speak Now" 9. "Fearless" (pha các yếu tố từ "Hey, Soul Sister" và "I'm Yours") 10. "Last Kiss" 11. "You Belong with Me" 12. "Dear John" 13. "Enchanted" 14. "Haunted 15. "Long Live" 16. "Fifteen" 17. "Love Story" |                                           |                |                       |              |                 |                  |                            |
| The Red Tour | 13 tháng 3 năm 2013 – 12 tháng 6 năm 2014 | Red            | Á Âu Bắc Mỹ Đại Dương | 86           | 150.200.000     | 1,700,000        | [ 10 ] [ 11 ]              |
| Danh sách tiết mục của The Red Tour 1. "State of Grace" 2. "Holy Ground" 3. "Red" 4. "You Belong with Me" 5. "The Lucky One" 6. "Mean" 7. "Stay Stay Stay" 8. "22" 9. "Starlight" 10. "Everything Has Changed" 11. "Begin Again" 12. "Sparks Fly" 13. "I Knew You Were Trouble" 14. "All Too Well" 15. "Love Story" 16. "Treacherous" 17. "We Are Never Ever Getting Back Together" |                                           |                |                       |              |                 |                  |                            |
| The 1989 World Tour | 5 tháng 5 năm 2015 – 12 tháng 12 năm 2015 | 1989           | Á Âu Bắc Mỹ Đại Dương | 85           | 250.700.000     | 2,280,000        | [ 13 ] [ 14 ]              |
| Danh sách tiết mục của The 1989 World Tour 1. "Welcome to New York" 2. "New Romantics" 3. "Blank Space" 4. "I Knew You Were Trouble" 5. "I Wish You Would" 6. "How You Get the Girl" 7. "I Know Places" 8. "All You Had to Do Was Stay" 9. "You Are in Love" 10. "Clean" 11. "Love Story" 12. "Style" 13. "This Love" 14. "Bad Blood" 15. "We Are Never Ever Getting Back Together" (Phiên bản Rock) 16. "Enchanted" / "Wildest Dreams" 17. "Out of the Woods" 18. "Shake It Off" |                                           |                |                       |              |                 |                  |                            |
| Taylor Swift's Reputation Stadium Tour | 8 tháng 5 năm 2018 – 21 tháng 11 năm 2018 | Reputation     | Bắc Mỹ Âu Đại Dương Á | 53           | —               | —                | [ 18 ] [ 19 ]              |
| Danh sách tiết mục của Taylor Swift's Reputation Stadium Tour 1. "...Ready for It?" 2. "I Did Something Bad" 3. "Gorgeous" 4. "Style" / "Love Story" / "You Belong with Me" 5. "Look What You Made Me Do" 6. "End Game" 7. "King of My Heart" 8. "Delicate" 9. "Shake It Off" (cùng với Camila Cabello và Charli XCX) 10. "Dancing with Our Hands Tied" 11. "All Too Well" 12. "Blank Space" 13. "Dress" 14. "Bad Blood" / "Should've Said No" 15. "Don't Blame Me" 16. "Long Live" / "New Year's Day" 17. "Getaway Car" 18. "Call It What You Want" 19. "We Are Never Ever Getting Back Together" / "This Is Why We Can't Have Nice Things" |                                           |                |                       |              |                 |                  |                            |

## Buổi hòa nhạc cố định
Buổi hòa nhạc cố định (tiếng Anh: One-off concert) là buổi hòa nhạc chỉ diễn ra trong một ngày duy nhất tại một địa điểm trong năm. Dưới đây là hai buổi hòa nhạc cố định của Taylor Swift.
| Ngày                 | Tựa đề                                 | Sự kiện                          | T.p.           | Bài hát biểu diễn |
| -------------------- | -------------------------------------- | -------------------------------- | -------------- | --- |
| 22 tháng 10 năm 2016 | Taylor Swift Live in Concert           | Giải đua ô tô Công thức 1 Hoa Kỳ | Austin, Texas  | " New Romantics " " 22 " " Blank Space " " I Knew You Were Trouble " " Style " " You Belong with Me " " Fifteen " " Holy Ground " " We Are Never Ever Getting Back Together " / " Bad Blood " " Love Story " " This Is What You Came For " " Sparks Fly " " Enchanted " / " Wildest Dreams " " Out of the Woods " " Shake It Off " [ 20 ]          |
| 14 tháng 2 năm 2017  | Super Saturday Night: Taylor Swift NOW | Buổi hòa nhạc trước Super Bowl   | Houston, Texas | " New Romantics " " 22 " " Blank Space " " I Knew You Were Trouble " " Style " " You Belong with Me " " This Is What You Came For " " Better Man " "Holy Ground" " Red " " We Are Never Ever Getting Back Together " " Love Story " " All Too Well " " Enchanted " / " Wildest Dreams " " Bad Blood " " Out of the Woods " " Shake It Off " [ 21 ] |

## Buổi biểu diễn trực tiếp

### Giai đoạn albumTaylor Swift
| Ngày                 | Sự kiện                                                | T.p.                 | Bài hát biểu diễn                                 |
| -------------------- | ------------------------------------------------------ | -------------------- | ------------------------------------------------- |
| 24 tháng 10 năm 2006 | Good Morning America                                   | New York             | "Tim McGraw"                                      |
| 24 tháng 10 năm 2006 | The Megan Mullally Show                                | New York             | "Tim McGraw"                                      |
| 23 tháng 11 năm 2006 | NFL on Thanksgiving Day                                | Kansas, Missouri     | "The Star-Spangled Banner"                        |
| 13 tháng 2 năm 2007  | The Tonight Show with Jay Leno                         | Burbank, California  | "Tim McGraw"                                      |
| 15 tháng 5 năm 2007  | Giải ACM lần thứ 42                                    | Las Vegas            | "Tim McGraw"                                      |
| 21 tháng 8 năm 2007  | Chung kết mùa 2 America's Got Talent                   | Las Vegas            | "Teardrops on My Guitar" (với Julienne Irwin)     |
| 10 tháng 10 năm 2007 | Live with Regis and Kelly (mùa 20)                     | New York             | "Our Song"                                        |
| 7 tháng 11 năm 2007  | Giải CMA 2007                                          | Nashville, Tennessee | "Our Song"                                        |
| 28 tháng 11 năm 2007 | Rockefeller Center Christmas Tree Lightning lần thứ 75 | New York             | "Silent Night"                                    |
| 25 tháng 12 năm 2007 | The Today Show                                         | Las Vegas            | " Christmases When You Were Mine " "Silent Night" |
| 27 tháng 12 năm 2007 | Dick Clark's New Year's Rockin' Eve năm 2008           | New York             | "Our Song" "Teardrops on My Guitar"               |
| 17 tháng 1 năm 2008  | The Ellen DeGeneres Show                               | Burbank, California  | "Our Song"                                        |
| 14 tháng 4 năm 2008  | Giải CMT Music năm 2008                                | Nashville, Tennessee | "Picture to Burn"                                 |
| 29 tháng 4 năm 2008  | Good Morning America                                   | New York             | "Our Song" "Picture to Burn"                      |
| 18 tháng 5 năm 2008  | Giải ACM lần thứ 43                                    | Las Vegas            | "Should've Said No"                               |
| 6 tháng 12 năm 2008  | CMT Giants: Alan Jackson                               | Nashville, Tennessee | "Drive (For Daddy Gene)"                          |

### Giai đoạn albumFearless
| Ngày                 | Sự kiện                                       | T.p.                    | Bài hát biểu diễn                                                                                  |
| -------------------- | --------------------------------------------- | ----------------------- | -------------------------------------------------------------------------------------------------- |
| 10 tháng 11 năm 2008 | Good Morning America                          | New York                | "Love Story"                                                                                       |
| 10 tháng 11 năm 2008 | Late Show with David Letterman                | New York                | "Fearless"                                                                                         |
| 11 tháng 11 năm 2008 | The Ellen DeGeneres Show                      | Burbank, California     | "Love Story" "Should've Said No"                                                                   |
| 12 tháng 11 năm 2008 | Giải CMA năm 2008                             | Nashville, Tennessee    | "Love Story"                                                                                       |
| 23 tháng 11 năm 2008 | Giải thưởng Âm nhạc Mỹ năm 2008               | Los Angeles, California | "White Horse"                                                                                      |
| 3 tháng 12 năm 2008  | 51st Grammy Nominations Concert               | Los Angeles, California | " I'm Sorry " "White Horse"                                                                        |
| 5 tháng 12 năm 2008  | The Tonight Show with Jay Leno                | Burbank, California     | "White Horse" "Our Song"                                                                           |
| 31 tháng 12 năm 2008 | Dick Clark's New Year's Rockin' Eve năm 2009  | New York                | "Picture to Burn" "Love Story" " Forever & Always " " Change "                                     |
| 10 tháng 1 năm 2009  | Saturday Night Live                           | New York                | "Love Story" "Forever & Always"                                                                    |
| 8 tháng 2 năm 2009   | Giải Grammy lần thứ 51                        | Los Angeles             | "Fifteen" (với Miley Cyrus)                                                                        |
| 18 tháng 2 năm 2009  | Loose Women                                   | Luân Đôn, Anh           | "Love Story"                                                                                       |
| 14 tháng 3 năm 2009  | Sound Relief                                  | Sydney, Úc              | " You Belong with Me " "Our Song" "Love Story" "Change"                                            |
| 5 tháng 4 năm 2009   | Giải ACM lần thứ 44                           | Las Vegas               | "Picture to Burn" (với Brooks & Dunn ) " You're Not Sorry "                                        |
| 5 tháng 5 năm 2009   | Later... with Jools Holland                   | Luân Đôn, Anh           | "Love Story"                                                                                       |
| 8 tháng 5 năm 2009   | The Paul O'Grady Show                         | Luân Đôn, Anh           | "Teardrops on My Guitar"                                                                           |
| 29 tháng 5 năm 2009  | The Today Show                                | New York                | "Love Story" "You Belong with Me" "Teardrops on My Guitar" "Our Song"                              |
| 16 tháng 6 năm 2009  | Giải CMT Music năm 2009                       | Nashville, Tennessee    | "You Belong With Me" " Pour Some Sugar on Me " (với Def Leppard )                                  |
| 21 tháng 8 năm 2009  | GMTV                                          | New York                | "You Belong With Me"                                                                               |
| 13 tháng 9 năm 2009  | Giải Video âm nhạc của MTV năm 2009           | New York                | "You Belong With Me"                                                                               |
| 15 tháng 9 năm 2009  | The View                                      | New York                | "You Belong With Me"                                                                               |
| 27 tháng 10 năm 2009 | Dancing with the Stars Mỹ mùa 9               | Los Angeles             | " Jump Then Fall " "White Horse" "Love Story"                                                      |
| 7 tháng 11 năm 2009  | Saturday Night Live                           | New York                | "The Monologue Song (La La La)" "You Belong With Me" " Untouchable "                               |
| 11 tháng 11 năm 2009 | Giải CMA năm 2009                             | Nashville, Tennessee    | "Forever & Always" "Fifteen"                                                                       |
| 18 tháng 11 năm 2009 | The Paul O'Grady Show                         | Luân Đôn, Anh           | "Fifteen"                                                                                          |
| 22 tháng 1 năm 2010  | Hope for Haiti Now                            | Los Angeles             | "Breathless"                                                                                       |
| 31 tháng 1 năm 2010  | Giải Grammy lần thứ 52                        | Los Angeles             | " Today Was a Fairytale " " Rhiannon " (với Stevie Nicks ) "You Belong With Me" (với Stevie Nicks) |
| 17 tháng 2 năm 2010  | Chương trình truyền hình Sukkiri Morning Show | Tokyo, Nhật Bản         | "You Belong with Me"                                                                               |
| 18 tháng 2 năm 2010  | So You Think You Can Dance Australia mùa 3    | Sydney, Úc              | "You Belong with Me"                                                                               |
| 28 tháng 2 năm 2010  | Buổi hoà nhạc Music Japan Overseas            | Tokyo, Nhật Bản         | "You Belong with Me"                                                                               |
| 18 tháng 4 năm 2010  | Giải ACM lần thứ 45                           | Las Vegas               | "Change"                                                                                           |

### Giai đoạn albumSpeak Now
| Ngày                 | Sự kiện                                                              | T.p.                    | Bài hát biểu diễn |
| -------------------- | -------------------------------------------------------------------- | ----------------------- | --- |
| 9 tháng 9 năm 2010   | Giải bóng bầu dục NFL Kickoff Game năm 2010                          | New Orleans, Louisiana  | " Mine " "You Belong with Me"                                                                                             |
| 12 tháng 9 năm 2010  | Giải Video âm nhạc của MTV năm 2010                                  | Los Angeles             | "Innocent" |
| 5 tháng 10 năm 2010  | X Factor Italy mùa 4                                                 | Milan, Ý                | "Mine" |
| 19 tháng 10 năm 2010 | Le Grand Journal                                                     | Cannes, Pháp            | "Mine" |
| 26 tháng 10 năm 2010 | The Today Show                                                       | New York                | "Mine" " Speak Now " "Love Story"                                                                                         |
| 26 tháng 10 năm 2010 | Late Show with David Letterman                                       | New York                | "Speak Now" |
| 27 tháng 10 năm 2010 | Live with Regis and Kelly                                            | New York                | "Mine" |
| 1 tháng 11 năm 2010  | The Ellen DeGeneres Show                                             | Burbank, California     | "You Belong With Me" " Back to December " "Mine"                                                                          |
| 2 tháng 11 năm 2010  | Dancing with the Stars Hoa Kỳ mùa 11                                 | Los Angeles             | "Mine" "White Horse" |
| 10 tháng 11 năm 2010 | Giải CMA năm 2010                                                    | Nashville, Tennessee    | "Back to December" |
| 14 tháng 11 năm 2010 | Giải BBC Radio 1's Teen Awards 2010                                  | Luân Đôn, Anh           | "Love Story" "Speak Know" "Mine"                                                                                          |
| 18 tháng 11 năm 2010 | Zoom In                                                              | Tokyo, Nhật Bản         | "Mine" |
| 19 tháng 11 năm 2010 | Chương trình truyền hình âm nhạc Music Station                       | Tokyo, Nhật Bản         | "Mine" |
| 21 tháng 11 năm 2010 | Giải thưởng Âm nhạc Mỹ năm 2010                                      | Los Angeles, California | "Back to December" / "Apologize"                                                                                          |
| 25 tháng 11 năm 2010 | Buổi hoà nhạc Thanksgiving Special của NBC: Taylor Swift - Speak Now | Los Angeles / New York  | "Mine" " Sparks Fly " " The Story of Us " " Long Live " " Haunted " " Mean " "Back to December" " Enchanted " "Speak Now" |
| 3 tháng 4 năm 2011   | Giải ACM lần thứ 46                                                  | Las Vegas               | "Mean" |
| 5 tháng 4 năm 2011   | Live Lounge                                                          | Luân Đôn, Anh           | "The Story of Us" " White Blank Page "                                                                                    |
| 11 tháng 5 năm 2011  | The Ellen DeGeneres Show                                             | Burbank, California     | "The Story of Us" |
| 9 tháng 11 năm 2011  | Giải CMA năm 2011                                                    | Nashville, Tennessee    | "Ours" |
| 12 tháng 2 năm 2012  | Giải Grammy lần thứ 54                                               | Los Angeles, California | "Mean" |
| 21 tháng 2 năm 2012  | The Ellen DeGeneres Show                                             | Burbank, California     | "Pumped Up Kicks" (với Zac Efron)                                                                                         |

### Giai đoạn albumRed
| Ngày                 | Sự kiện                                        | T.p.                    | Bài hát biểu diễn                                                                               |
| -------------------- | ---------------------------------------------- | ----------------------- | ----------------------------------------------------------------------------------------------- |
| 6 tháng 9 năm 2012   | Taylor Swift chúc Bảo Anh thi tốt nha          | Los Angeles, California | "We Are Never Ever Getting Back Together"                                                       |
| 7 tháng 9 năm 2012   | Stand Up to Cancer 2012                        | Los Angeles             | "Ronan"                                                                                         |
| 13 tháng 9 năm 2012  | Chương trình truyền hình TV Xuxa               | Rio de Janeiro, Brazil  | "We Are Never Ever Getting Back Together" "Long Live"                                           |
| 21 tháng 9 năm 2012  | Lễ hội âm nhạc iHeartRadio Music Festival 2012 | Las Vegas               | "Sparks Fly" "You Belong With Me" "Mean" "Love Story" "We Are Never Ever Getting Back Together" |
| 7 tháng 10 năm 2012  | Giải BBC Radio 1's Teen Awards 2012            | Luân Đôn, Anh           | "You Belong With Me" "Love Story" " Red " "We Are Never Ever Getting Back Together"             |
| 14 tháng 10 năm 2012 | The X Factor Anh mùa 9                         | Luân Đôn, Anh           | "We Are Never Ever Getting Back Together"                                                       |
| 23 tháng 10 năm 2012 | The View                                       | New York                | "We Are Never Ever Getting Back Together"                                                       |
| 23 tháng 10 năm 2012 | Late Show with David Letterman                 | New York                | "Red"                                                                                           |
| 30 tháng 10 năm 2012 | Dancing with the Stars Mỹ mùa 15               | Los Angeles             | "We Are Never Ever Getting Back Together"                                                       |
| 1 tháng 11 năm 2012  | Giải CMA năm 2012                              | Nashville, Tennessee    | "Begin Again"                                                                                   |
| 11 tháng 11 năm 2012 | Giải Âm nhạc châu Âu của MTV năm 2012          | Frankfurt, Đức          | "We Are Never Ever Getting Back Together"                                                       |
| 15 tháng 11 năm 2012 | The X Factor Mỹ mùa 2                          | Los Angeles             | "State of Grace"                                                                                |
| 18 tháng 11 năm 2012 | Giải thưởng Âm nhạc Mỹ năm 2012                | Los Angeles, California | "I Knew You Were Trouble"                                                                       |
| 20 tháng 11 năm 2012 | Chương trình truyền hình Sukkiri Morning Show  | Tokyo, Nhật Bản         | "We Are Never Ever Getting Back Together"                                                       |
| 25 tháng 11 năm 2012 | Chương trình truyền hình The Today Show Úc     | Sydney, Úc              | "We Are Never Ever Getting Back Together" "Red" "I Knew You Were Trouble"                       |
| 29 tháng 11 năm 2012 | Giải Âm nhạc ARIA năm 2012                     | Sydney, Úc              | "I Knew You Were Trouble"                                                                       |

### Giai đoạn albumReputation
| Ngày                 | Sự kiện                                                                       | T.p.                     | Bài hát biểu diễn |
| -------------------- | ----------------------------------------------------------------------------- | ------------------------ | --- |
| 9 tháng 11 năm 2017  | ABC World Premiere Performance                                                | Watch Hill, Rhode Island | "New Year's Day" |
| 10 tháng 11 năm 2017 | Phòng thu âm SiriusXM Fishbowl                                                | New York                 | " Call It What You Want " (Acoustic) "New Year's Day" (Acoustic) " American Girl " (Acoustic)                                             |
| 11 tháng 11 năm 2017 | Chương trình truyền hình Saturday Night Live                                  | New York                 | " ...Ready for It? " "Call It What You Want" (Acoustic)                                                                                   |
| 13 tháng 11 năm 2017 | Chương trình truyền hình The Tonight Show Starring Jimmy Fallon               | New York                 | "New Year's Day" (Acoustic) |
| 1 tháng 12 năm 2017  | Chuyến lưu diễn iHeartRadio Jingle Ball Tour 2017: KIIS-FM's Jingle Ball 2017 | Inglewood, California    | "...Ready for It?" "Blank Space" "Shake It Off" "I Don't Wanna Live Forever" " End Game " (với Ed Sheeran ) " Look What You Made Me Do "  |
| 2 tháng 12 năm 2017  | Buổi hoà nhạc Poptopia của 99.7'Now!                                          | San Jose, California     | "...Ready for It?" "Blank Space" "Shake It Off" "I Don't Wanna Live Forever" "End Game" (với Ed Sheeran) "Look What You Made Me Do"       |
| 7 tháng 12 năm 2017  | Buổi hoà nhạc Jingle Bash 2017 của B96 Chicaggo và Pepsi                      | Chicago                  | "...Ready for It?" "Blank Space" "Shake It Off" "I Don't Wanna Live Forever" " Gorgeous " "Look What You Made Me Do"                      |
| 8 tháng 12 năm 2017  | Chuyến lưu diễn iHeartRadio Jingle Ball Tour 2017: Z100 Jingle Ball           | New York                 | "...Ready for It?" "Blank Space" "Shake It Off" "I Don't Wanna Live Forever" "End Game" (với Ed Sheeran) "Look What You Made Me Do"       |
| 10 tháng 12 năm 2017 | Buổi hoà nhạc Jingle Bell Ball 2017                                           | Luân Đôn, Anh            | "...Ready for It?" "Blank Space" "Shake It Off" "I Don't Wanna Live Forever" "Gorgeous" "Look What You Made Me Do"                        |
| 1 tháng 3 năm 2018   | Spotify Singles                                                               | Nashville                | " September " "Delicate" |
| 31 tháng 3 năm 2018  | Buổi hoà nhạc Bluebird Café Easter Eve (Trước Lễ Phục sinh)                   | Nashville                | "Shake It Off" "Better Man" "Love Story" (quay phim lại cho một bộ phim tài liệu nhân kỉ niệm 35 năm thành lập quán cà phê Bluebird Café) |